# Jacques Brel
Jacques Romain Georges Brel (tiếng Pháp: [ʒɑk ʁɔmɛ̃ ʒɔʁʒ bʁɛl] listenⓘ; 8 tháng 4 năm 1929 - 9 tháng 10 năm 1978) là một ca sĩ, nhạc sĩ, diễn viên và đạo diễn người Bỉ, người đã sáng tác và biểu diễn những bài hát mang tính văn học, tư tưởng và sân khấu đã tạo ra một lượng lớn người hâm mộ — ban đầu ở Bỉ và Pháp, sau đó lan ra khắp thế giới. Ông được coi là một bậc thầy của chanson hiện đại.  Mặc dù ông thu âm hầu hết các bài hát của mình bằng tiếng Pháp và đôi khi bằng tiếng Hà Lan, Brel đã trở thành một người có ảnh hưởng đối với các nhạc sĩ và nghệ sĩ biểu diễn nói tiếng Anh, chẳng hạn như Scott Walker, David Bowie, Alex Harvey, Marc Almond và Rod McKuen. Bản dịch tiếng Anh các bài hát của ông đã được thu âm bởi nhiều nghệ sĩ biểu diễn, bao gồm: Bowie; Walker, Ray Charles; Judy Collins; John Denver; Bộ ba Kingston; Nina Simone; Shirley Bassey; Frank Sinatra và Andy Williams.
Brel là một diễn viên thành công, xuất hiện trong 10 bộ phim. Ông đã đạo diễn hai bộ phim, với một trong số hai phim đó, phim Le Far West, được đề cử giải Cành cọ vàng tại Liên hoan phim Cannes năm 1973.  Với việc bán được hơn 25 triệu đĩa trên toàn thế giới, Brel là nghệ sĩ thu âm người Bỉ bán chạy thứ ba mọi thời đại. Brel kết hôn với Thérèse "Miche" Michielsen vào năm 1950, và cặp đôi có ba người con. Ông cũng có một mối quan hệ lãng mạn với nữ diễn viên và vũ công Maddly Bamy từ năm 1972 cho đến khi ông qua đời vào năm 1978.

## Tuổi thơ
Jacques Romain Georges Brel sinh ngày 8 tháng 4 năm 1929 tại Schaerbeek, Brussels, với mẹ là Élisabeth "Lisette" (nhũ danh Lambertine) và cha là Romain Brel. Ông xuất thân từ một gia đình gốc Flemish (đã sử dụng ngôn ngữ Pháp); một phần của gia đình ông có nguồn gốc ở Zandvoorde, gần Ypres. Cha Brel làm việc cho Cominex, một công ty xuất nhập khẩu và sau đó trở thành đồng giám đốc của một công ty sản xuất bìa cứng. Jacques và anh trai Pierre lớn lên trong một gia đình khắc khổ, và theo học trường tiểu học Công giáo, École Saint-Viateur, do Saint Viator điều hành. Được nhớ đến như một  học sinh lịch sự và dễ quản lý, Brel đọc và viết tốt, nhưng lại gặp khó khăn về số học và tiếng Hà Lan. Các cậu bé nhà Brel cũng là thành viên của đội hướng đạo sinh địa phương, tận hưởng thời gian ở trại hè và đi chơi cùng gia đình đến bờ biển Bắc Hải. Tại Brussels, gia đình Brel sống tại 138 Avenue du Diamant ở Schaerbeek, sau đó chuyển đến 26 Boulevard Belgica ở Sint-Jans-Molenbeek, và cuối cùng định cư tại 7 Rue Jacques-Manne ở Anderlecht. Brel gần gũi với mẹ của mình, bị cuốn hút bởi sự hào phóng và khiếu hài hước của bà, những phẩm chất mà ông được thừa hưởng.
Vào tháng 9 năm 1941, cha mẹ ông ghi danh Brel tại Institut Saint-Louis ở rue du Marais gần Vườn Bách thảo Brussels. Mặc dù học kém nhiều môn, nhưng Brel lại học tốt môn Lịch sử và tiếng Pháp, đồng thời thể hiện tài năng viết lách. Ông đã giúp thành lập câu lạc bộ kịch của trường, tham gia những vai diễn đầu tiên của mình một cách hết sức nhiệt tình. Ông viết truyện ngắn, thơ và tiểu luận.  Năm 1944, ở tuổi 15, Brel bắt đầu chơi guitar.  Năm sau, ông thành lập nhóm kịch của riêng mình với bạn bè và bắt đầu viết kịch.  Vào mùa xuân năm 1947, trong năm cuối tại Saint-Louis, Brel đã viết một truyện ngắn có tựa đề "Frédéric" cho một tạp chí trường học Le Grand Feu ("Ngọn lửa lớn"). Được xuất bản ẩn danh, câu chuyện kể về một người đàn ông trên giường bệnh đã động viên cháu trai của mình bỏ chạy trong khi những người còn lại trong gia đình chuẩn bị tang lễ cho ông. Mặc dù tài năng viết lách ngày càng phát triển, Brel không phải là một sinh viên giỏi và bị trượt nhiều kỳ thi.
Với sự nghiệp học hành không có tương lai, chàng thanh niên Brel 18 tuổi đã đến làm việc tại nhà máy sản xuất bìa cứng của cha mình vào tháng 8 năm 1947. Công việc của ông tại Vanneste và Brel là có thể đoán trước được và không gây nhàm chán - một công việc liên quan đến việc ấn định giá và gặp gỡ khách hàng. Ngoài việc tham gia đội bóng của công ty, Brel tỏ ra không mấy quan tâm đến các hoạt động và sự kiện xã hội của công ty. Có lẽ để bù đắp sự nhàm chán của thói quen văn phòng hàng ngày, ông đã tham gia một tổ chức thanh niên Công giáo địa phương La Franche Cordée (FC), với phương châm của nó, "Có nhiều hơn ở trong bản thân bạn."  Tận tâm với công việc từ thiện, nhóm đã tổ chức các khóa tu tôn giáo, các sự kiện gây quỹ và vận chuyển thực phẩm và quần áo đến các trại trẻ mồ côi và nhà người già. Brel ủng hộ các hoạt động này rất nhiệt tình và tin tưởng tuyệt đối vào sứ mệnh của FC.   Cha mẹ của ông rất hài lòng với sự cống hiến của con trai họ, và cung cấp cho Brel xe van của công ty và xe hơi gia đình để hỗ trợ các hoạt động FC của ông.
Năm 1952 Brel bắt đầu viết các bài hát và biểu diễn chúng tại các buổi họp mặt gia đình và trên hệ thống quán rượu ở Brussels. Gia đình và bạn bè của ông không ủng hộ những ca từ khắc nghiệt và những màn biểu diễn bạo lực, tình cảm của Brel. Năm đó lần đầu tiên ông biểu diễn trên một đài phát thanh địa phương.

## Sự nghiệp âm nhạc

### 1953–1959
Tháng 1 năm 1953, Brel biểu diễn tại quán rượu La Rose Noire ở Brussels. Vào tháng 2, ông đã ký hợp đồng với Philips Records và ghi lại đĩa nhạc 78 vòng / phút đầu tiên của mình, "Il YA", được phát hành vào tháng 3. Người hướng dẫn tài năng và giám đốc nghệ thuật tại công ty thu âm, Jacques Canetti, đã mời Brel chuyển đến Paris. Bất chấp sự phản đối của gia đình và thêm áp lực phải nuôi dạy đứa con gái thứ hai, France, sinh ngày 12 tháng 7,  ông rời Brussels đến Paris vào mùa thu năm 1953.  Ở Paris, Brel đã làm việc chăm chỉ để có được sự nghiệp của mình. Ông ở tại khách sạn Stevens và dạy guitar cho nghệ sĩ kiêm vũ công Francesco Frediani để kiếm tiền trả tiền thuê nhà. Ông đã tìm việc ở hệ thống tạp kỹ tại các địa điểm như L'Écluse, L'Échelle de Jacob, và tại quán rượu Les Trois Baudets của Jacques Canetti.

Năm 1954 Brel tham gia cuộc thi âm nhạc Grand Prix de la Chanson ở Knokke -le-Zoute, xếp thứ 27 đáng thất vọng trong số 28 người tham gia. Một kết quả tích cực của trải nghiệm là ngôi sao người Pháp Juliette Gréco đã yêu cầu hát một trong những bài hát của Brel, "Le diable (Ça va)" (The devil (It's OK)), tại buổi hòa nhạc sắp tới của cô tại Olympia danh tiếng. hội trường âm nhạc.  Greco tiếp tục thu âm bài hát vào mùa xuân năm đó.  Vào tháng 7 năm 1954, Brel xuất hiện lần đầu tiên tại Nhà hát Olympia danh giá ở Paris. Cuối mùa hè năm đó, ông bắt đầu chuyến lưu diễn Pháp đầu tiên của mình, xuất hiện trên hóa đơn cùng các ca sĩ người Pháp Dario Moreno, Philippe Clay và Catherine Sauvage.  Vào cuối năm đó, Philips đã phát hành album đầu tay của mình, một đĩa LP 10 inch gồm 9 bài hát có tên Jacques Brel et ses Chansons ("Jacques Brel và những bài hát của anh").

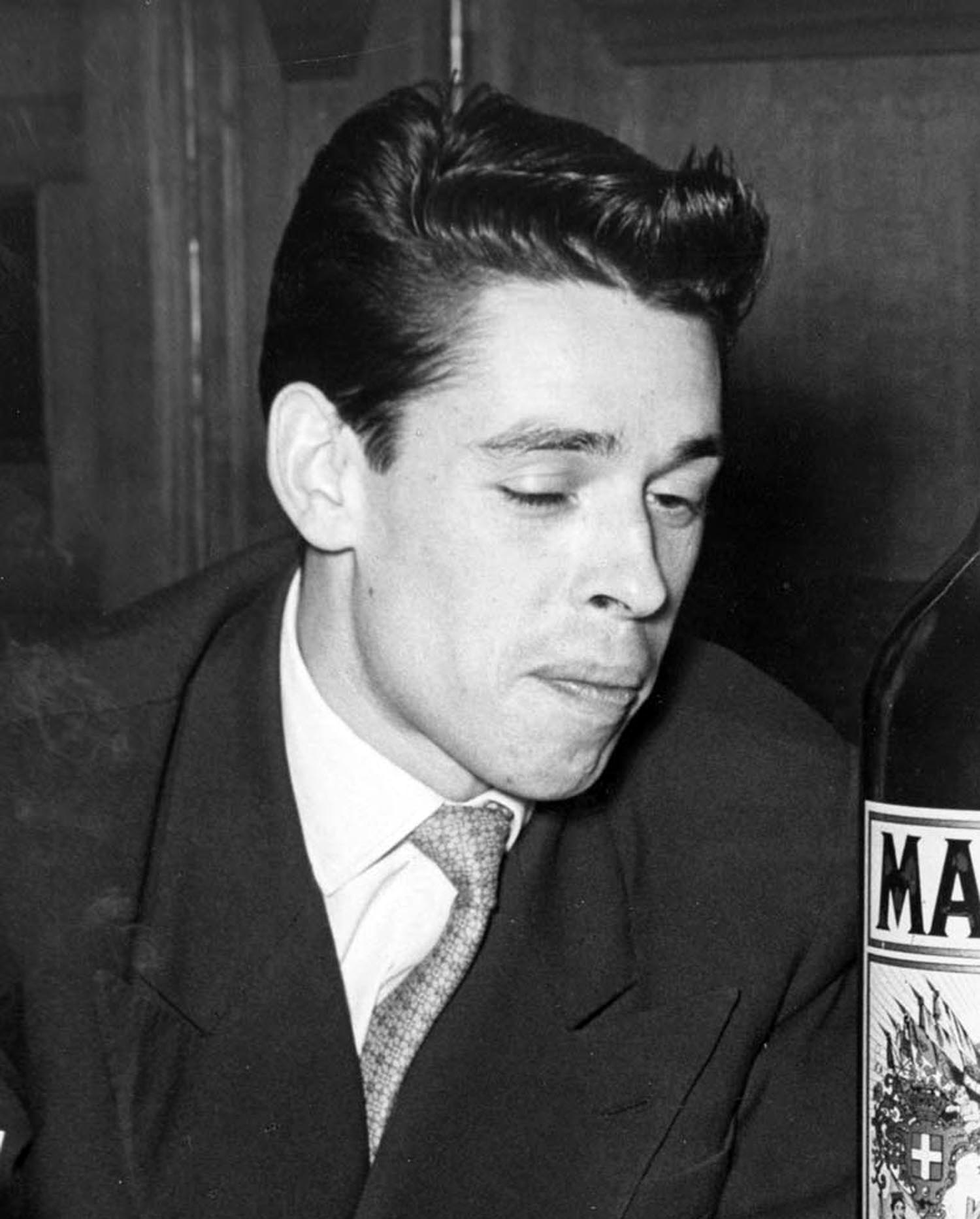
Jacques Brel năm 1955

Vào tháng 2 năm 1955, Brel gặp Georges "Jojo" Pasquier, người sẽ trở thành người bạn thân nhất, người quản lý và tài xế riêng của ông. Ông bắt đầu ca hát với một số hiệp hội Cơ đốc giáo, sau này ông có biệt danh là Abbé ("Abbot") Brel.  Vào tháng 3, vợ và các con của Brel cùng ông đến Pháp và gia đình định cư ở vùng ngoại ô Montreuil-sous-Bois của Paris tại rue du Moulin à vent. Vào tháng 6, Brel lại lưu diễn nước Pháp với chương trình Les Filles de Papa của Canetti, bao gồm Françoise Dorin, Perrette Souplex, và Suzanne Gabriello.
Tháng 3 năm 1956, Brel biểu diễn ở Bắc Phi, Amsterdam, Lausanne và khắp nước Bỉ.  Vào tháng 7, khi đến thăm Grenoble, ông đã gặp François Rauber, một nghệ sĩ dương cầm cổ điển, người sẽ trở thành người đệm đàn cho ông trong các bản thu âm trong tương lai. Rauber đóng một vai trò quan trọng trong việc cung cấp cho Brel kiến thức âm nhạc bài bản mà ông còn thiếu và chịu trách nhiệm về việc sắp xếp âm nhạc của Brel.  Vào tháng 9, Brel đã thu âm "Quand on n'a que l'amour" ("Khi bạn chỉ có tình yêu"), đây sẽ là một tác phẩm mang tính đột phá thương mại của ông. Bài hát được phát hành vào tháng 11 trên EP Quand 7 inch của Philips on n'a que l'amour. Bài hát đạt vị trí thứ ba trên bảng xếp hạng âm nhạc Pháp.
Vào tháng 2 năm 1957, Brel biểu diễn tại Nhà hát Alhambra cùng với Maurice Chevalier, Michel Legrand, và vũ công ba lê Zizi Jeanmaire. Vào tháng 4, ông phát hành album phòng thu thứ hai, Quand on n'a que l'amour, chứa bài hát chủ đề nổi tiếng.   Album được thu âm tại Théâtre de l'Apollo ở Paris, với André Popp và Michel Legrand chỉ huy.  Vào tháng 6, ông đã giành được giải Grand Prix du Disque danh giá từ Académie Charles Cros. Vào tháng 9, Brel xuất hiện trên hóa đơn trong chương trình Discorama Au Palace d'Avignon cùng với Raymond Devos, Pierre-Jean Vaillard và Les Trois Ménestrels. Vào tháng 11, ông gặp Gérard Jouannest, một nghệ sĩ piano tài năng khác, người sẽ đồng hành cùng Brel trong nhiều chuyến lưu diễn của ông. Brel và Jouannest cũng sẽ hợp tác trong nhiều bài hát kinh điển trong tương lai của Brel, chẳng hạn như "Madeleine", "La Chanson des vieux amants" ("Bài hát của những người yêu cũ") và "Les Vieux" ("Những người cũ").
Vào tháng 2 năm 1958, vợ của Brel là Miche và hai con của họ trở về sống ở Bỉ, trong khi Brel thuê một căn phòng gần Place de Clichy ở Paris - một nơi để ở trong những dịp hiếm hoi khi ông không đi lưu diễn. Vào tháng 3 và tháng 4, ông thu âm album thứ ba của mình, Au Printemps ("In the spring"), được phát hành vào cuối năm đó. Vào tháng 5, khi đi lưu diễn Canada lần đầu tiên, ông đã gặp Félix Leclerc. Vào ngày 23 tháng 8, cô con gái thứ ba của Brel, Isabelle, được sinh ra ở Bỉ. Vào tháng 11, Brel có một buổi biểu diễn tại Halles d'Arlon ở Luxembourg của Bỉ với Stéphane Steeman. Vào tháng 12, Brel xuất hiện tại Olympia ở Paris với tư cách là người hỗ trợ cho Philippe Clay. Nghệ sĩ dương cầm Gérard Jouannest và François Rauber đã tham gia cùng Brel trên sân khấu cho buổi biểu diễn này.  Màn trình diễn vô cùng cảm xúc của Brel đã khiến cả sân khấu sụp đổ.
Tháng 1 năm 1959, Brel ký hợp đồng thu âm mới với Philips Records. Ông tiếp tục lưu diễn rộng rãi trong suốt năm. Vào ngày 22 tháng 2, Brel biểu diễn tại Bolivie Gala ở Sòng bạc Solvay ở Couillet. Vào tháng 3, ông đóng vai chính tại Trois Baudets cùng với Serge Gainsbourg. Vào tháng 9, ông thu âm album thứ tư của mình, La Valse à Mille Temps (Bản valse ngàn nhịp), với François Rauber và dàn nhạc của ông. Vào ngày 14 tháng 10, Brel xuất hiện tại Eden ở Mouscron cùng với Raymond Devos. Vào ngày 20 tháng 11, ông đã hát cùng Charles Aznavour tại Ancienneosystemque ở Brussels.  Vào cuối thập kỷ, Brel đã có được một lượng người theo dõi ấn tượng và nhiệt tình trên khắp nước Pháp. Ông nổi tiếng đến mức được mời làm nhân vật chính cho buổi hòa nhạc cuối năm tại Bobino nổi tiếng ở Paris. Buổi hòa nhạc đã thành công rực rỡ. Trong những lần xuất hiện này, Brel đã ngừng chơi guitar để tập trung hoàn toàn vào những màn trình diễn giọng hát ngày càng nổi bật trên sân khấu của mình.

### 1960–1967

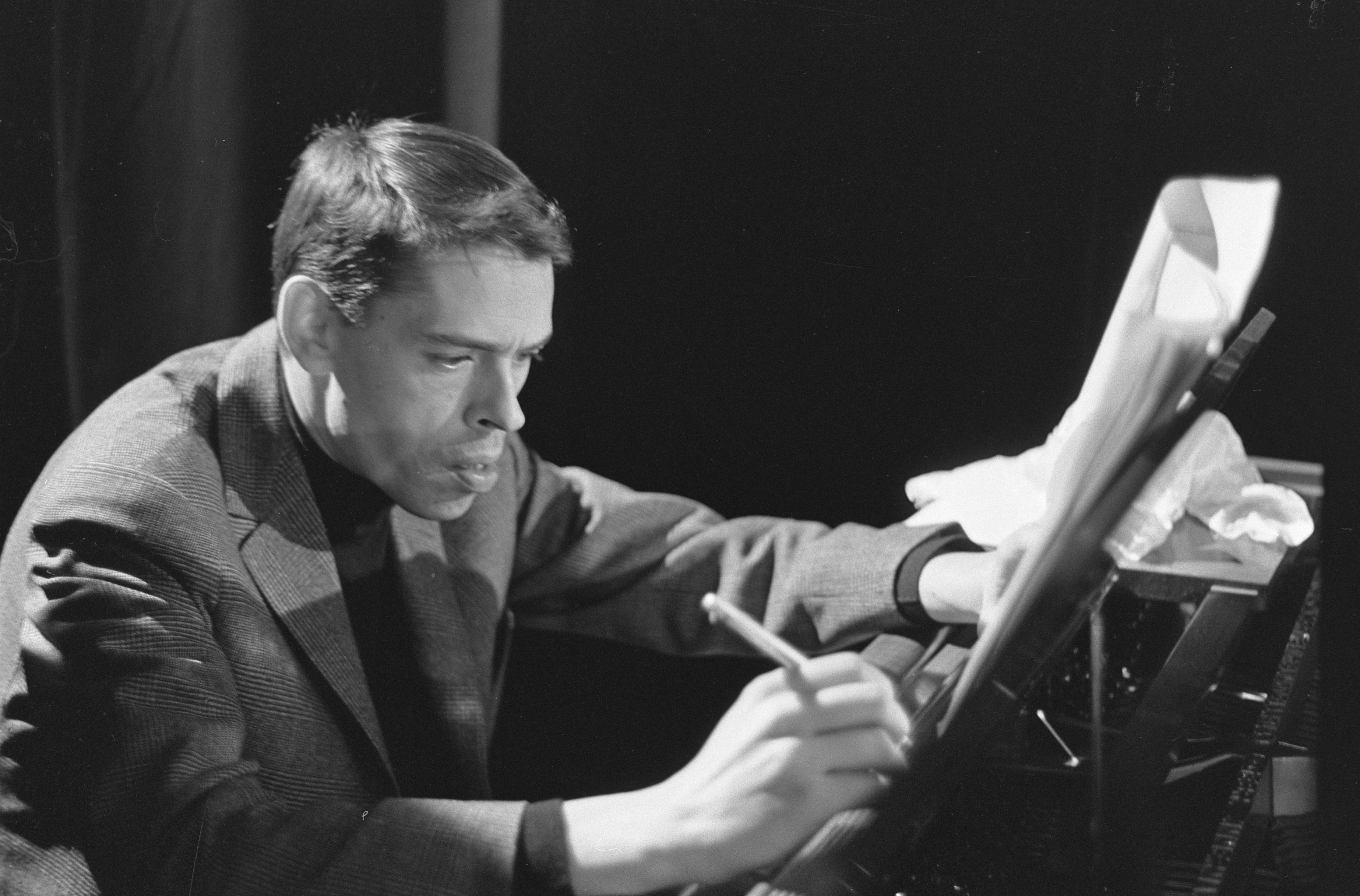
Jacques Brel, 1963

Vào tháng 1 năm 1960, giám đốc điều hành mới của Brel, Charles Marouani, đã tổ chức một loạt các chuyến lưu diễn quốc tế cho Brel, với các chuyến lưu diễn từ các tỉnh của Pháp đến Liên Xô, Trung Đông, Canada và Hoa Kỳ. Từ ngày 19 đến ngày 24 tháng 3, ông xuất hiện tại Ancienneosystemque ở Brussels. Vào ngày 19 tháng 10, Brel biểu diễn tại khách sạn Shepheard's ở Cairo. Các chuyến lưu diễn trong năm đã mang lại cho Brel sự công nhận và nổi tiếng quốc tế.   Sự xuất hiện của ông đã khởi đầu cho việc phát hành bản thu âm đầu tiên của Jacques Brel tại Hoa Kỳ, American Début, được phát hành trên Columbia Records. Đây là tập hợp các bản nhạc Philips Records đã phát hành trước đó.
Vào tháng 1 năm 1961, Brel đã trở lại Bobino trong tư thế người chiến thắng. Bây giờ, nghệ sĩ accordio Jean Corti đã tham gia nhóm lưu diễn của ông. Trong khoảng thời gian từ ngày 22 tháng 2 đến ngày 12 tháng 4, Brel thu âm album thứ năm của mình cho Philips với tựa đề đơn giản là Số 5, giới thiệu các tác phẩm kinh điển của Brel trong tương lai "Marieke" và "Le Moribond" (Người sắp chết).  Vào tháng 3, Brel lại đi lưu diễn Canada. Tại Montreal, ông gặp nữ diễn viên kiêm ca sĩ người Pháp Clairette Oddera tại câu lạc bộ của cô trên đường Saint-Jacques. Họ sẽ trở thành bạn tốt của nhau. Khi ở Montreal, Brel đã xuất hiện cùng Raymond Devos tại La Comédie Canadienne.  Vào tháng 5, Brel đã biểu diễn tại Kurhaus of Scheveningen ở The Hague, Hà Lan. Từ ngày 12 đến ngày 29 tháng 10, ông trở lại hội trường âm nhạc Olympia ở Paris với hóa đơn thành sao, sau khi Marlene Dietrich hủy bỏ vào phút cuối. Nhiều nhà phê bình coi những màn trình diễn đầy cảm hứng này là bước ngoặt trong sự nghiệp của ông. Các khán giả đã đáp lại bằng những tràng pháo tay nồng nhiệt và các nhà phê bình tuyên bố Brel là ngôi sao mới của chanson Pháp.
Vào tháng 3 năm 1962, Brel rời Philips Records và ký hợp đồng 5 năm với Barclay Records. Hợp đồng sẽ được gia hạn vào năm 1967 thêm sáu năm. Lần phát hành album đầu tiên của ông cho hãng mới là một album trực tiếp, Enregistrement Public à l'Olympia 1961, được thu âm vào năm trước.  Vào ngày 6 tháng 3, ông thu âm bài hát đầu tiên cho Barclay, "Le plat Pays" (Đất nước phẳng lặng). Trong tuần thứ hai của tháng Ba, ông thu âm các bài hát còn lại cho album phòng thu thứ sáu của mình, Les Bourgeois (The capital). Ngoài ca khúc chủ đề và "Le plat Pays", album mới còn có các tác phẩm kinh điển của Brel trong tương lai "Madeleine", "Les Biches" (The does) và "La Tượng" (Bức tượng).  Vào tháng 10, Brel thành lập công ty xuất bản âm nhạc của riêng mình, Arlequin, công ty này sớm được đổi tên thành Éditions Musicales Pouchenel. Vợ của Brel là Miche được bổ nhiệm làm giám đốc công ty.  Vào tháng 11, ông thu âm "Les Bigotes", "Quand Maman inheritendra" (Khi mẹ trở về), "Les Filles et les chiens" (Những cô gái và chú chó), và "La Parlote" (Chuyện phiếm) dưới dạng đĩa đơn.

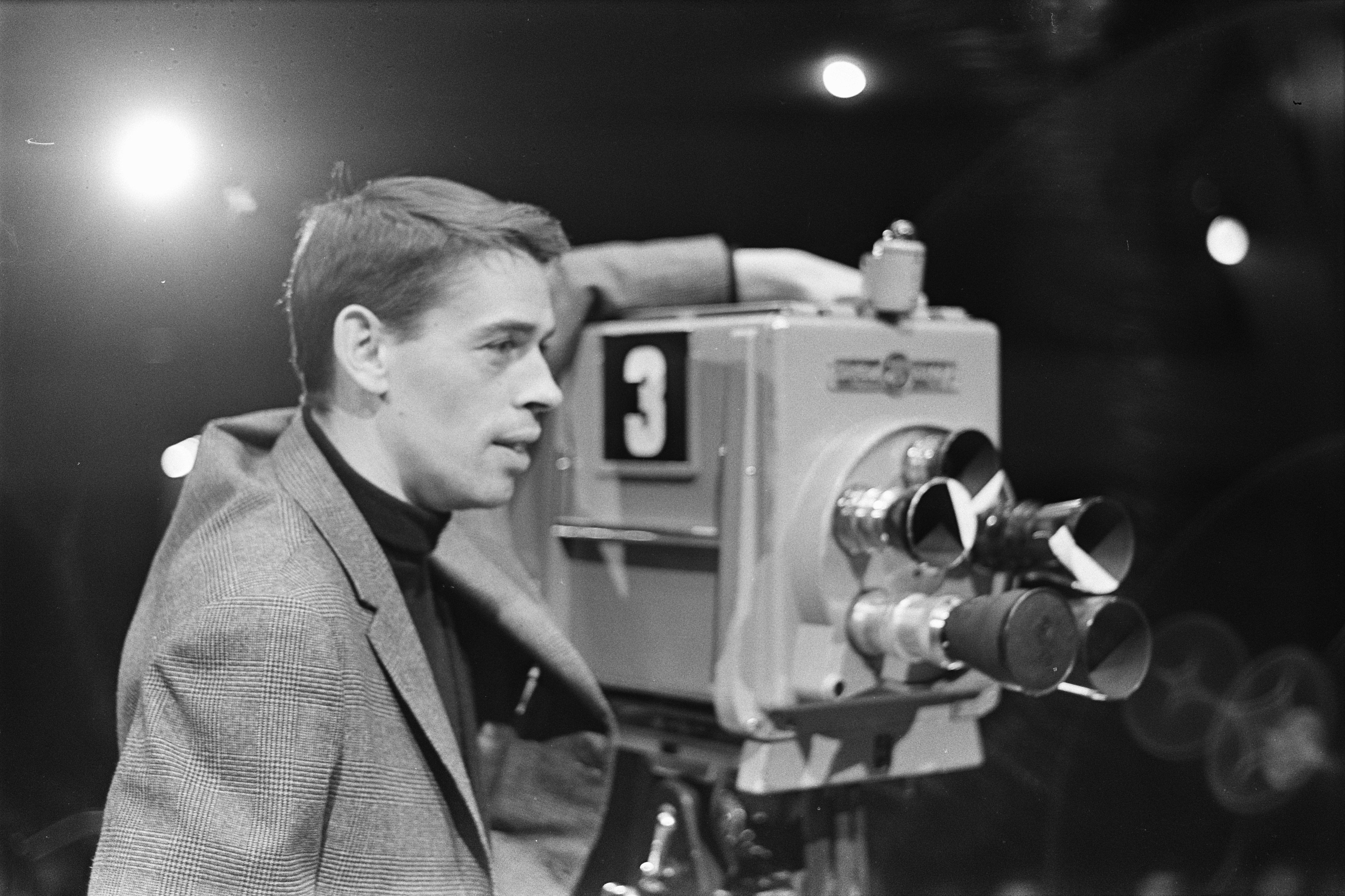
Jacques Brel, 1963

Tháng 4 năm 1963, Brel lại biểu diễn tại Bobino ở Paris. Vào tháng 7, ông đã đến Casino ở Knokke cho Coupe d'Europe de Tour de Chant lần thứ năm. Trong lần biểu diễn này, lần đầu tiên ông đã biểu diễn " Mathilde " cổ điển.  Brel cũng trở lại để tham gia một cuộc giao tranh chiến thắng khác tại Olympia ở Paris, biểu diễn cùng với Isabelle Aubret, người đóng vai trò hỗ trợ. Một lần nữa, màn trình diễn của Brel là một thành công về mặt phê bình và nghệ thuật, với khán giả đứng dậy hoan nghênh nhiệt liệt sau màn trình diễn đầy cảm xúc của ông về "Amsterdam".
Năm 1964 mang đến cho Brel sự đan xen giữa bi kịch cá nhân và thành tích nghề nghiệp. Vào ngày 8 tháng 1, cha của Brel, Romain, qua đời vì bệnh viêm phổi phế quản. Chỉ hai tháng sau, vào ngày 7 tháng 3, mẹ của ông là Élisabeth (biệt danh là Mouky) cũng qua đời. Đồng thời, ông đã được nhận Huy chương vàng Brussels từ Cục Thông tin Du lịch và giành được giải thưởng từ Société d'Auteurs Belge / Belgische Auteurs Maatschappij (SABAM). Ông cũng được trao giải Grand Prix du Disque của Viện Hàn lâm Pháp. Brel tiếp tục lịch trình lưu diễn đầy tham vọng của mình. Cuối năm đó, ông phát hành một album trực tiếp mới, Enregistrement Public à l'Olympia 1964.  Năm đó, Brel khám phá ra một niềm đam mê mới, đó là hàng không. Sau khi học bay với Paul Lepanse, ông đã mua một chiếc máy bay nhỏ.  Tại Hoa Kỳ, lượng khán giả của Brel ngày càng đông. Nhà thơ và ca sĩ người Mỹ Rod McKuen bắt đầu dịch các bài hát của Brel sang tiếng Anh, và Kingston Trio đã thu âm một trong những phiên bản tiếng Anh của Brel trong album Time to Think của họ, " Seasons in the Sun ", dựa trên "Le Moribond" (Người sắp chết) của Brel.

## Tác phẩm
Đĩa hát:

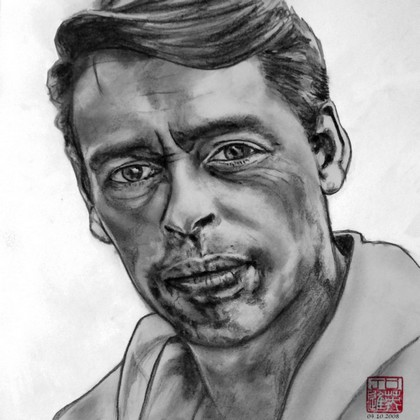
Jacques Brel - tranh của Joëlle Chen

- 1953: Đĩa hát đầu tiên: La Foire/Il y a
- 1954: Album đầu tiên: Jacques Brel et ses chansons
- 1957: Quand on n'a que l'amour, Heureux Pardons,...
- 1958: Je ne sais pas, Au printemps,...
- 1958: Đĩa cho tạp chí Marie-Claire, Gồm các bài L'introduction à la Nativité và L'Évangile selon saint Luc
- 1959: La valse à mille temps, Ne me quitte pas, Je t'aime, Isabelle, La mort, ...
- 1961: Marieke, Le moribond,...
- 1962: Hoà nhạc tháng 10-1961
- 1963: Les Bigotes, Les vieux, La Fanette,...
- 1964: Jef, Les bonbons, Mathilde,...
- 1965: Ces gens-là, Fernand,...
- 1967: 67 comprenant Mon enfance, À jeun,...
- 1968: Vesoul, L'éclusier,...
- 1970: L'Homme de la Mancha
- 1972: Ghi âm mới những bài hát cũ
- 1977: Les Marquises
- 1988: Jacques Brel — l'intégrale (10 CD)
- 2003: Jacques Brel — l'intégrale (15 CD)

Phim:
- 1968: Les risques du métier d'André Cayatte
- 1968: La bande à Bonnot de Philippe Fourastié
- 1969: Mon oncle Benjamin d'Édouard Molinaro
- 1970: Mont-Dragon de Jean Valère
- 1971: Les assassins de l'ordre de Marcel Carné
- 1971: Franz
- 1972: L'aventure c'est l'aventure de Claude Lelouch
- 1972: Le bar de la Fourche d'Alain Levent
- 1972: Le Far-West
- 1973: L'emmerdeur d'Édouard Molinaro

## Sách tham khảo
- Clayson, Alan (2010). Jacques Brel: La Vie Bohème. New Malden: Chrome Dreams. ISBN 978-1842405352.
- Clouzet, Jean (2003). Jacques Brel. Paris: Seghers. ISBN 978-2232122378.
- Poole, Sara (2004). Brel and Chanson: A Critical Appreciation. New York: University Press Of America. ISBN 978-0761829195.
- Tinker, Chris (2006). Georges Brassens and Jacques Brel. Liverpool: Liverpool University Press. ISBN 978-0853237587.
- Todd, Oliver (2003). Jacques Brel, une vie. Paris: Éditions Jacques Brel. ISBN 978-2264032478.
- Seghers, René (2012). Jacques Brel De Definitieve Biografie. Utrecht/Antwerpen: Tirion/Houtekiet. ISBN 9789089242297.